# Sheref Sabawy
Sheref Sabawy, né le 24 juin 1965 à Alexandrie, est un homme politique provincial canadien de l'Ontario.
Il est député provincial néo-démocrate de la circonscription ontarienne de Mississauga—Erin Mills depuis 2018.

## Biographie
Né à Alexandrie en Égypte, Sabawy entame une carrière publique en tentant, sans succès, d'être nommé candidat du Parti libéral du Canada pour la circonscription de Mississauga—Erin Mills en vue des élections fédérales de 2015.